# آنتونلا استنی
آنتونلا استنی (ایتالیایی: Antonella Steni؛ ۳ دسامبر ۱۹۲۶ – ۱۸ ژانویهٔ ۲۰۱۶) بازیگر و صداپیشه اهل ایتالیا بود.
از فیلم‌هایی که وی در آن‌ها نقش داشته است، می‌توان به فروشگاه بزرگ، شب غیرعادی و کاپوت موندی اشاره نمود.